# Samoas herrlandslag i fotboll
Samoas herrlandslag i fotboll representerar Samoa i fotboll. Laget spelade första landskampen i augusti 1979 som Västra Samoa, under Stillahavsspelen i Fiji, och förlorade med 0–12 mot Salomonöarna.

## Förbundskaptener
- Rowan Naylor (1996–01)
- Pedro Smerdon (2001–02)
- Alexander Balson (2002–03)
- Rudi Gutendorf (2003–04)
- David Brand (2004–07)
- Pailasi Saumani (2007–)

## Anmärkningslista
1. ↑  WSM som Västra Samoa.